# Crédit social des fonctionnaires
Pour les articles homonymes, voir CSF.
 (décembre 2022).
Le Crédit social des fonctionnaires (CSF) est une association loi de 1901 à but non lucratif créée en 1955 par des fonctionnaires pour des fonctionnaires. Son rôle est de "permettre à ses membres d’accéder au crédit, à l’épargne, à l’assurance et à toutes sortes de services en vue d’améliorer leur qualité de vie".

## Historique
Le 20 juillet 1955, Robert Gully et un groupe de fonctionnaires fondent cette association afin de permettre à ses adhérents d’accéder plus facilement au crédit, à l’épargne et aux produits d’assurance. 
Les fonctionnaires qui adhèrent au CSF versent une certaine somme dans un pot commun : ce « Fonds mutuel de garantie » sert de caution et permet aux membres de l'association de faciliter leurs négociations de crédit auprès des banques, l'association s'engageant à puiser dans ce fonds lorsqu'un de ses membres se trouve dans l'impossibilité d'acquitter ses mensualités de remboursement. 
En 1975, l'évolution des réglementations financières et l'essor de l'association amènent à la création d'un établissement financier sous la forme d'une société anonyme : CRédit SErvice FInancier (acronyme : CRÉSERFI), puis de CSF Assurances (société de courtage en assurances) en 1981.
En 2008, le CSF prend une participation dans Efficity, une agence immobilière en ligne. Cette participation a été revendue. La même année est créée la Fondation d'entreprise Crédit Social des Fonctionnaires qui finance des projets sociaux portés par des fonctionnaires, des administrations ou des associations ainsi que des actions de valorisation des services publics. Toujours en 2008 est créée Progretis, société de conseil en gestion de patrimoine dont le CSF détient 100% du capital.
En 2010, le CSF met en place des produits de complémentaire santé et de maintien de salaire.
En 2022, la SARL Progretis cesse son activité. Les missions de conseil en gestion de patrimoine sont rattachées à la SARL CSF Assurances sous la marque CSF Patrimoine. 

## Présentation
Pour répondre aux attentes des agents des services publics en matière de caution, de crédit, d’assurance, d’épargne et de services, qui sont des métiers réglementés, CSF Association contrôle plusieurs filiales : CRÉSERFI, sa société de financement dont elle détient 52% du capital, CSF Assurances, sa société de courtage d’assurances, filiale à 100% de l'association CSF. Enfin, la Fondation d’entreprise Crédit Social des Fonctionnaires a  vu le jour en 2008. C’est l’ensemble de ces structures qui forme le Groupe CSF.
 CRÉSERFI a choisi et obtenu fin avril 2014 l’agrément de l’ACPR pour le statut de « SOCIÉTÉ DE FINANCEMENT », à la suite de l'entrée en vigueur de l'ordonnance n°2013-544 du 27 juin 2013 relative aux établissements de crédit et aux sociétés de financement entrée en vigueur le 1er janvier 2014.  Il s’agit d’une transposition nationale du nouveau cadre prudentiel dit de Bâle III qui vise à harmoniser dans toute la communauté européenne le statut d’établissement de crédit. En France, les établissements de crédit qui ne répondent plus à la définition européenne peuvent poursuivre leurs activités mais sous le statut de société de financement. Ces sociétés de financement pourront toujours octroyer des crédits mais, contrairement aux établissements de crédit, ne seront pas autorisées à collecter de dépôts ou d’autres fonds remboursables au public. Elles resteront soumises à la supervision de l’Autorité de contrôle prudentiel.
Chaque année, les comptes et l’ensemble des documents relatifs à l’assemblée générale sont communiqués aux adhérents. Le vote des adhérents (possible par correspondance) sanctionne la gestion de l’association et ses orientations, et désigne les membres de son conseil d’administration.
Le CSF protège aussi ses membres cotisants en prenant en charge la défense pénale professionnelle, s’ils sont poursuivis au pénal pour des faits relevant de l’exercice de leur mission, ou le recours pénal lorsqu'un adhérent, victime d'une agression, veut entreprendre une action en justice contre un particulier.
En dehors de la sélection de l'offre de crédit, d'assurance ou d'épargne la mieux adaptée au projet du fonctionnaire, le CSF propose également à ses adhérents à jour de leur cotisation annuelle toute une série de services touchant à la vie quotidienne :
- achat de véhicules neufs à des tarifs négociés pouvant aller jusqu'à -42 % du prix catalogue comme sur des voitures d'occasion ;
- une assistance juridique qui répond aux questions des adhérents du CSF;
- une télésurveillance pour protéger son habitation
- une téléassistance à domicile et une téléassistance mobile pour garantir notamment aux seniors une aide en cas de difficulté
- une offre voyage avec réductions sur les séjours et garantie des prix (ex : les hausses de kérosène  ne sont pas répercutées sur le prix alors que la réglementation l'autorise) ;
- un bilan patrimonial gratuit réalisé  par les conseillers de CSF Patrimoine ;
- une défense pénale et un recours pénal vie professionnelle;
- une assurance scolaire responsabilité civile ;
- un abonnement à CSF Magazine, le news magazine trimestriel du CSF ;

Peuvent adhérer au CSF : 
- les fonctionnaires des 3 fonctions publiques : État, Territoriale, Hospitalière, qu'ils soient titulaires, stagiaires ou contractuels, 
- les salariés d'établissements publics (EDF, GDF, SNCF, RATP, etc.) 
- les salariés d'entreprises dont l'État détient une part du capital (Renault, Peugeot, Orange, Areva, Snecma, Air France, Airbus, etc.)
- les élus locaux, nationaux ou européens
- les ascendants et descendants de fonctionnaire
- que ces personnes soient en activité ou à la retraite.
Les statuts de l’association précisent ses buts : 
– contribuer à l’organisation de la solidarité entre ses membres ;
– permettre à ses membres d’accéder au crédit, à l’épargne, à l’assurance et à toutes sortes de services en vue d’améliorer leur qualité de vie ;
– jouer à l’égard de ses membres un rôle de conseil… leur faire connaître, organiser et défendre leurs droits en tant que consommateurs.

## Effectifs
En 2022, le groupe CSF se compose de 342 salariés, dont 198 femmes et 144 hommes et 65 % de moins de 45 ans[réf. non conforme]. 195 personnes travaillent dans le réseau commercial réparti en 32 agences et 70 « points conseils», généralement mis à disposition gracieusement par des administrations, collectivités locales ou services sociaux. Le rôle des conseillers est de présenter et vendre les produits et prestations du Groupe CSF auprès des agents des services publics
Le groupe CSF obtient une note de 91/100 pour son index de l'égalité femmes-hommes à fin 2022. Il obtient la note maximale sur 3 critères : l'écart de répartition des augmentations et  des promotions, le pourcentage de salariées augmentées à leur retour de congé maternité. L'écart de rémunération entre les hommes et les femmes a la note de 36/40[réf. non conforme].
23 000 correspondants CSF bénévoles
Sur l'ensemble du territoire français, 23 000 correspondants CSF bénévoles informent leurs collègues, sur leurs lieux de travail à travers la diffusion de dépliants dans les lieux de vie (salle de repos, cafétéria, cantine, ...) mais aussi par l'insertion de documents d'information dans les bulletins de salaire, dans les casiers nominatifs et la diffusion d'affichettes sur les panneaux d'information de l'établissement[réf. non conforme]. ils font aussi connaître les webinaires réalisées par le CSF comme les Forums logement organisés au sein même de leur établissement. Ils transmettent par courriel à leurs collègues les dernières informations du CSF. Grâce à sa pénétration du milieu de la fonction publique et du secteur public, le CSF dispose de réseaux d’information et d’influence[réf. non conforme].

## Critiques et avis CSF
En 2008, des adhérents (clients, sociétaires), regroupés dans plusieurs collectifs (Collectif Action, Acabe,..), estiment avoir été mal conseillés par le CSF pour l'obtention des prêts immobiliers à taux révisable indexé sur l'Euribor (ou LIBOR en version anglophone) auprès de sociétés comme le Crédit foncier, Entenial, etc. Les surcoûts entrainés par ce défaut de conseil ont été le résultat d'un anatocisme non prévu dans les contrats, induisant une augmentation du capital à amortir par les emprunteurs (amortissement négatif). Le Crédit foncier a été condamné pour ces faits et a dû engager une procédure de dédommagement des victimes (un fonds de 20 M€ a été provisionné pour cela). Des mesures ont été prises par le CSF en faveur de ses adhérents comme la renégociation de leurs contrats auprès du prêteur, notamment le passage à taux fixe à des conditions bien plus favorables que celles prévues au contrat, la prise en charge, au cas par cas, des mensualités pour les adhérents les plus fragilisés par l'augmentation des taux. Malgré ces mesures, des avis négatifs concernant le CSF remontent lors de requêtes sur des moteurs de recherche. Depuis mai 2014, le CSF fait appel à une société tierce[réf. non conforme] pour obtenir des avis objectifs de la part de ses clients. Il publie régulièrement les avis CSF qui présentent l'appréciation du CSF sur un sujet donné.

## Catastrophes naturelles
Le CSF est intervenu et intervient toujours auprès des fonctionnaires touchés par les catastrophes naturelles en mettant en place des prêts solidarités.
Ce fut le cas pour la tempête Xynthia , les inondations dans le Var, ou lors de la tempête Fiona en septembre 2022 en Guadeloupe. En de nombreuses occasions, l'association est intervenue pour soutenir les pompiers victimes des intempéries alors qu'ils étaient eux-mêmes engagés pour venir en aide aux habitants.
Le CSF met en place ces prêts bonifiés sur ses fonds propres.

## La Fondation d'entreprise Crédit social des fonctionnaires
Le 16 août 2008 est née officiellement la Fondation d’entreprise Crédit Social des Fonctionnaires. Cette fondation a pour but de soutenir et financer tous projets sociaux portés par des fonctionnaires, des établissements publics, des administrations, des associations ainsi que toute action valorisant le service public : colloque, conférence, publication, animation. La fondation déclare promouvoir le service public à travers les hommes qui le composent, à travers les actions qui le définissent, à travers les publications, colloques qui le font connaître. Elle est l’outil de la politique sociale du groupe CSF. Au total, la Fondation a instruit 411 projets pour en financer totalement ou partiellement 234.
Le Conseil d’administration de la Fondation d’entreprise CSF a décidé, lors de sa réunion du 09 avril 2020, de manifester son soutien aux soignants des établissements publics de santé et des établissements du secteur médico-social, chargés d’une mission de service public. Elle offre 350 séjours en Espagne, à des adhérents au CSF, travaillant dans les secteurs précédemment cités, et qui ont été les plus exposés au coronavirus depuis le début de la crise sanitaire. Un dispositif équivalent, pour des séjours locaux, est mis en place pour les soignants des départements d’Outre-Mer.